# Dino Ferré
Dino Isidoro Ferré (Concepción, Tucumán - San Miguel de Tucumán, Tucumán, 5 de noviembre de 2013) fue un futbolista argentino que jugaba como delantero.

## Trayectoria

### Concepción
Ferré debutó en Concepción, club en el que era se destacó por su capacidad goleadora. Su nivel en el club del sur de Tucumán, llamó la atención de los clubes más importantes de la provincia. Fue vendido a Atlético Tucumán en el año 1948 y con el dinero de su venta, el cuervo, compró los terrenos de su actual estadio.

### Atlético Tucumán
En 1948 se mudó a la capital de la provincia, para sumarse a Atlético Tucumán. Con el decano se coronó campeón de la Liga Tucumana en 1951, cuando compartió delantera con Marcelo Urueña, Raúl Villalba y Héctor Figueroa. Ferré vistió la camiseta del decano hasta el año 1956, cuando se retiró del fútbol.

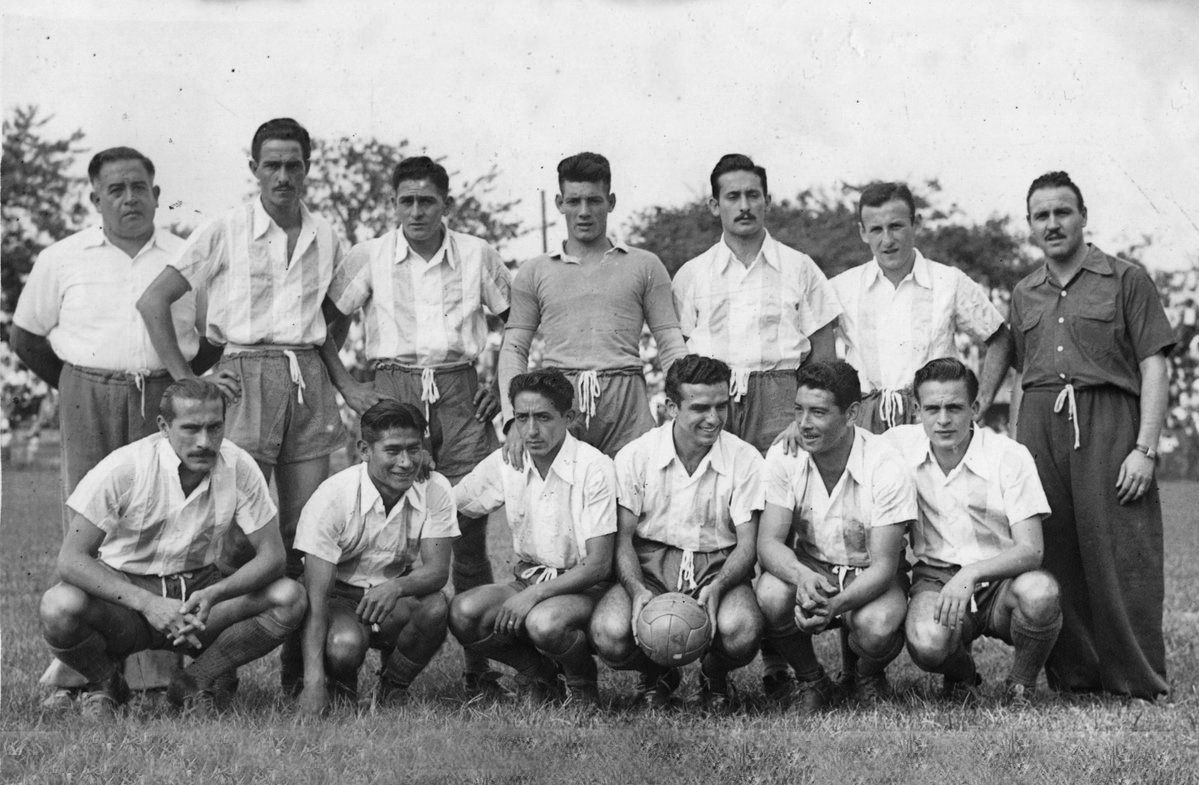
Formación de Atlético Tucumán en 1952.

Ferré es el noveno máximo goleador de la historia de Atlético Tucumán, con 82 goles. 

## Clubes
| Club             | País      |
| ---------------- | --------- |
| Concepción       | Argentina |
| Atlético Tucumán | Argentina |

## Palmarés
| Título        | Equipo           | País      | Año  |
| ------------- | ---------------- | --------- | ---- |
| Liga Tucumana | Atlético Tucumán | Argentina | 1951 |